# Sistotrema oblongisporum
Sistotrema oblongisporum é uma espécie de fungo pertence à família Hydnaceae.